# 晩餐歌
「晩餐歌」（ばんさんか）は、日本のシンガーソングライター・tuki.の楽曲。自身初のデジタルシングルとして2023年9月29日に各音楽配信サービスにてリリースされた。
デビュー曲である本楽曲はBillboard Japan Hot 100で首位を獲得し、2024年上半期および年間の総合楽曲チャートでは2位にランクインするヒットを記録している。

## 概要
tuki.は中学在学中にTikTokにカバー曲やオリジナル楽曲の弾き語り動画を投稿する活動を開始。当楽曲は2023年7月7日にTikTokに公開されたのち、9月13日に弾き語りバージョンの動画がYouTubeに投稿された。
ジャケットイラストは、イラストレーターのwatabokuが手掛けた。
同年11月6日にはシンガーソングライターの優里とコラボした歌唱動画が公開された。
tuki.はインタビューにて、父親から「人生は3万日ぐらいしかない」という言葉を聞き、「自分はもう5000日過ごしていて、あと2万5000日ぐらいしか生きられない」と思ったことが楽曲制作に繋がったと語っている。

## チャート成績
2023年10月18日付のSpotify「Daily Viral Songs（Japan）」にて1位を獲得。
2023年11月15日付のBillboard JAPANストリーミング・ソング・チャート“Streaming Songs”にて初のトップ10入り、12月13日付の同チャートではトップ5入りを記録した。
2023年9月、LINE MUSIC 10代トレンドランキングにて60位、10月度は3位を記録。
2023年12月現在TikTokの総動画再生回数は2億回以上。
2024年1月24日公開のBillboard Japan Hot 100にて「晩餐歌」が自身初の総合首位を獲得。またソロアーティストとしては歴代最年少でストリーミング累計再生回数が1億回を突破した。
2024年4月にはストリーミング累計再生回数が2億回を突破した。

## ミュージック・ビデオ
2023年12月24日に公開。イラストを漫画家・イラストレーターの出水ぽすかが手掛けている。
- Director：佐伯雄一郎
- Designer：小山唯香
- Movie：iga kitty
- Movie Manager：笹川侑悟
- Creative Director：大澤創太
- Producer：Masaki Takahashi（NERD）